# Marc Lange
Marc Lange (* 1963) ist ein US-amerikanischer Philosoph, der sich mit Wissenschaftsphilosophie und speziell Philosophie der Physik und Mathematik befasst.
Lange studierte ab 1981 Philosophie an der Princeton University mit dem Abschluss als Bachelor 1985 bei David Lewis (Thesis: Newcomb´s problem and causal decision theory). Ab 1985 setzte er sein Studium an der University of Pittsburgh fort mit dem Abschluss als Master 1988 und der Promotion 1990 bei Robert Brandom (The Design of Scientific Practice). Von 1990 bis 1997 war er Assistant Professor an der University of California, Los Angeles, danach Assistant Professor, Associate Professor sowie Professor an der University of Washington und ab 2003 Professor an der University of North Carolina. Seit 2011 steht er der philosophischen Fakultät vor und ist seit 2012 Theda Purdue Distinguished Professor.

## Schriften
- Laws and Lawmakers, Oxford University Press, 2009.
- An Introduction to the Philosophy of Physics: Locality, Fields, Energy, and Mass, Blackwell, Oxford 2002.
- Natural Laws in Scientific Practice, Oxford University Press, 2000.
- Herausgeber Philosophy of Science. An Anthology, Blackwell, 2007.